# Église Saint-Georges-et-Saint-Pierre de Dangeau
L'église Saint-Georges-et-Saint-Pierre est une église catholique située à Dangeau, dans le département français d'Eure-et-Loir.

## Historique
Cette église date de la fin du XIe siècle. Elle fut un prieuré dépendant de l'abbaye bénédictine de Marmoutier de Tours depuis 1064. Le portail sculpté de la façade sud, en calcaire, est du XIIe siècle.
En 1515, sont remaniées les dernières travées des bas-côtés. Au XVIIe siècle, un clocher en bois, soutenu par quatre poteaux, est construit sur la première travée de la nef. La cloche actuelle date de 1728.
L'édifice est classé au titre des monuments historiques en 1959.

## Description

### Architecture
Cette église pourrait être la plus ancienne église romane d'Eure-et-Loir à déambulatoire. Ce dernier ouvre sur trois chapelles absidiales.

Église Saint-Georges-et-Saint-Pierre
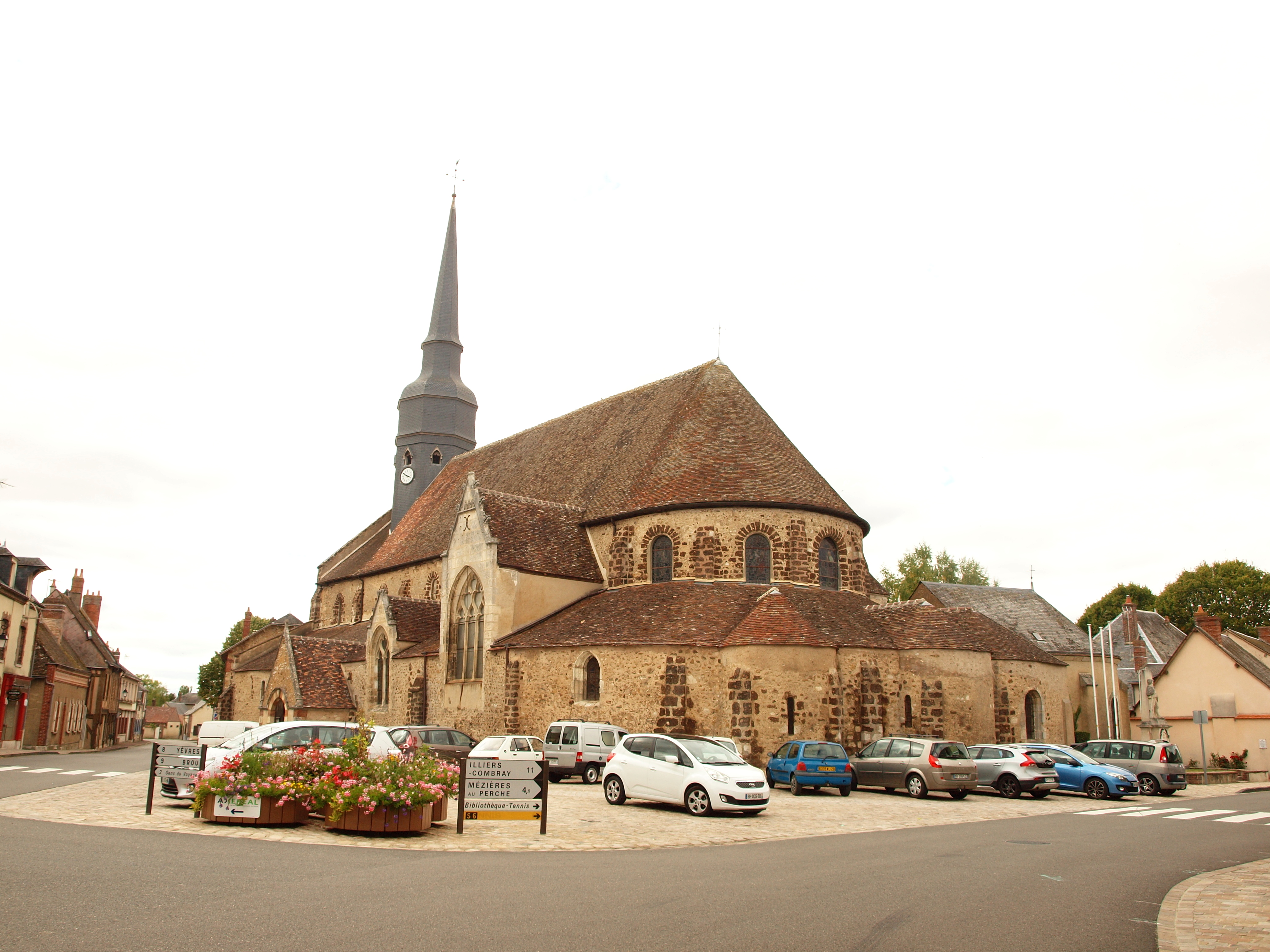
Vue générale.
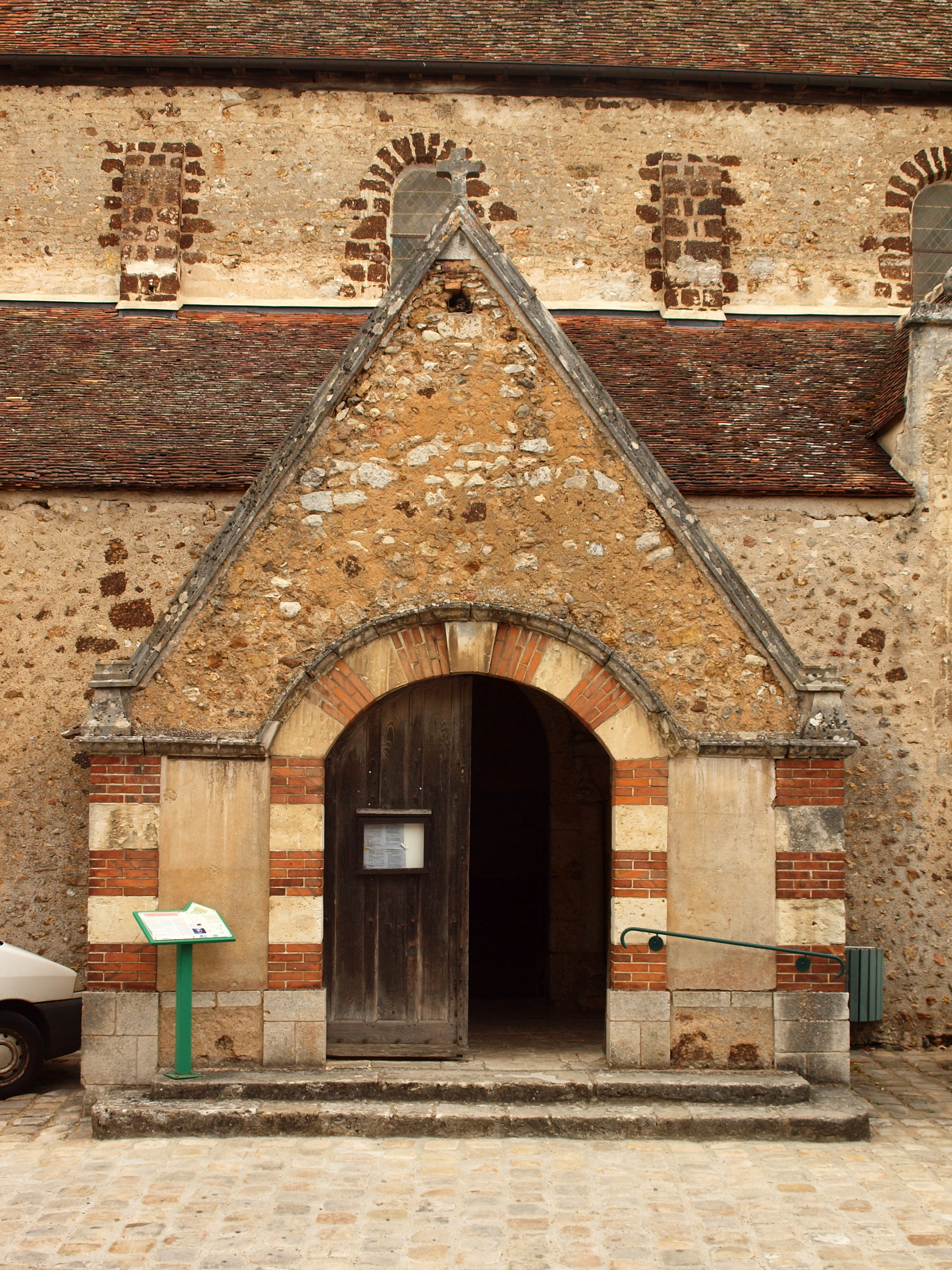
Portail sud.
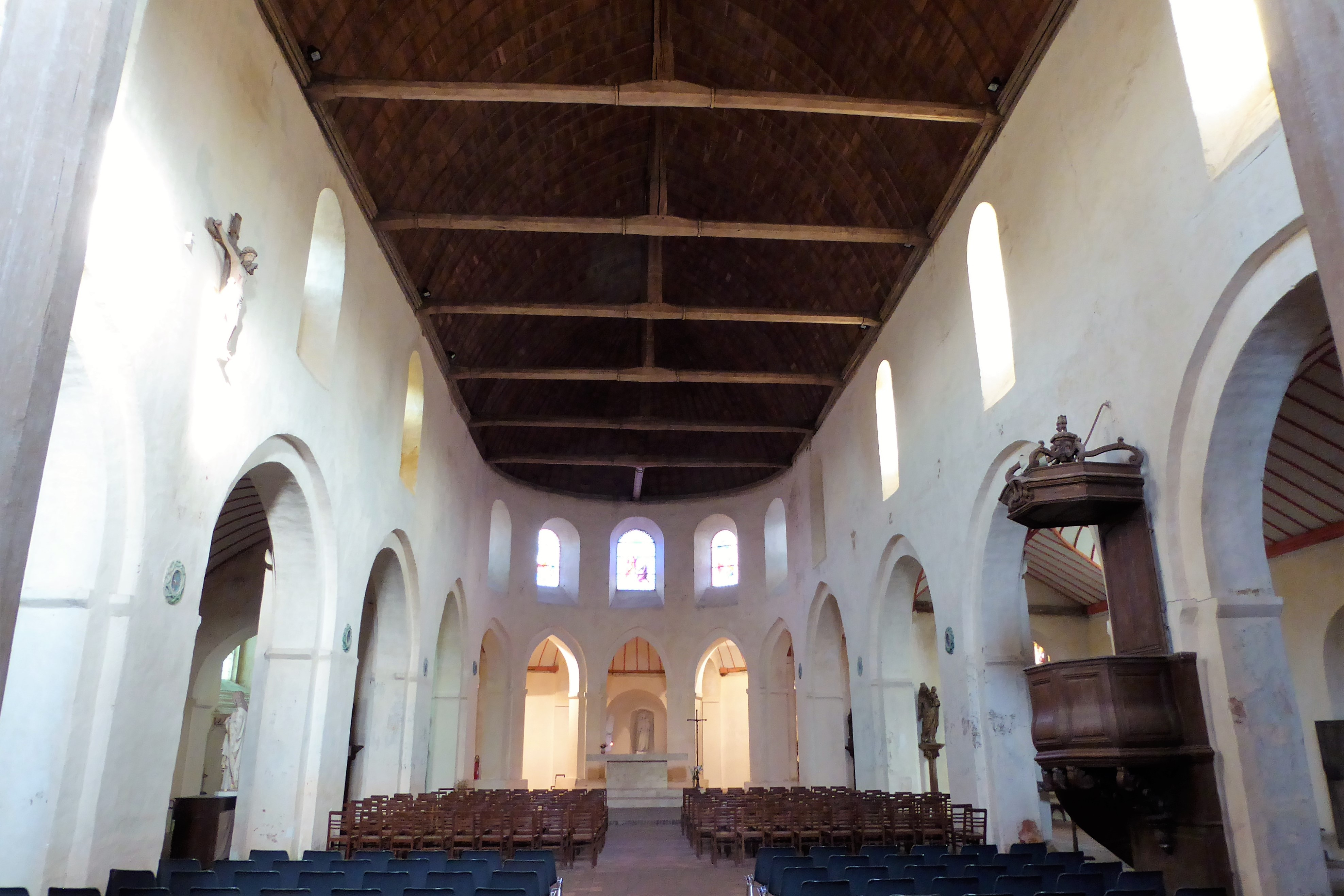
Nef.
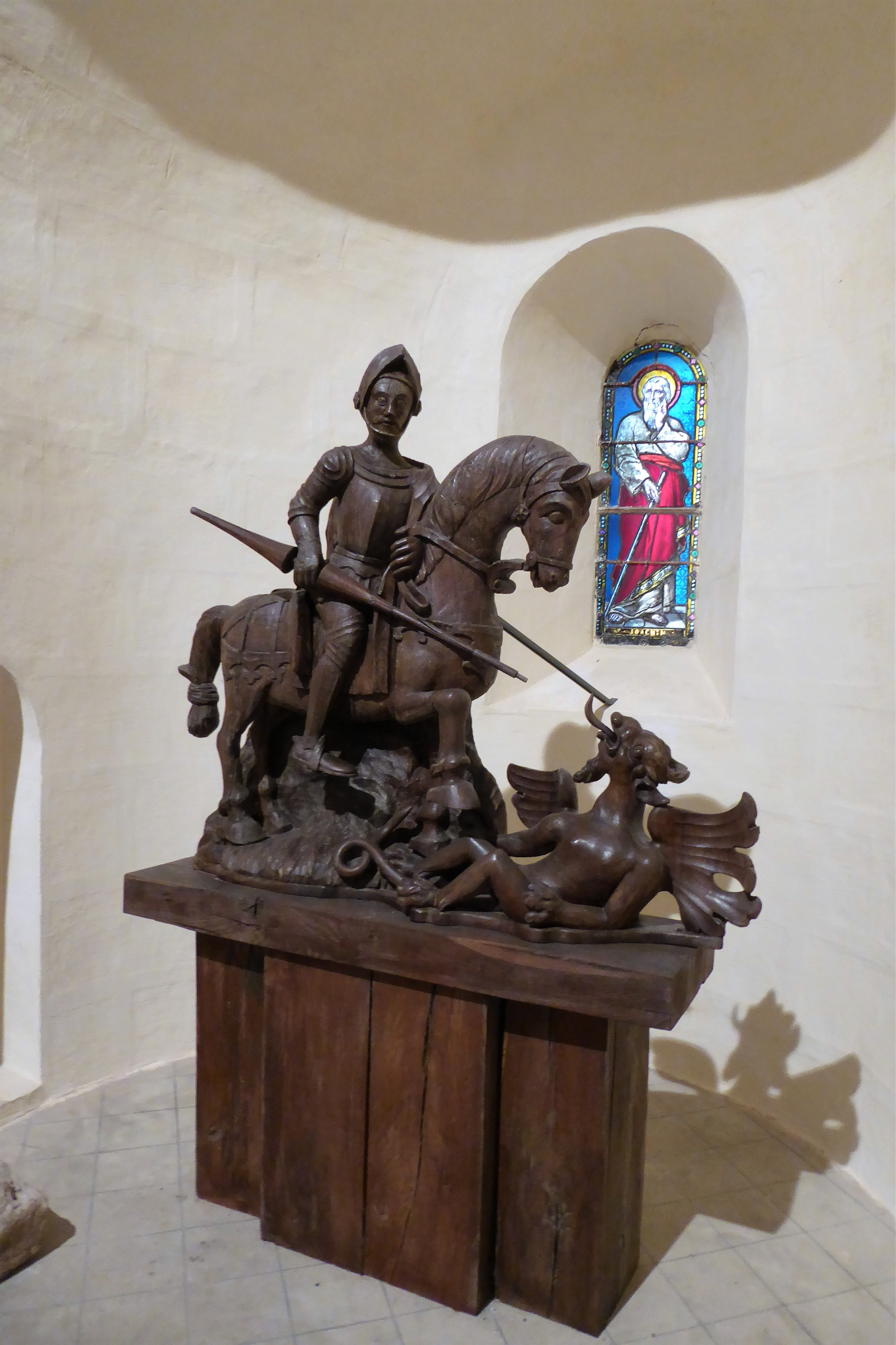
Saint-Georges, XVe siècle.

### Mobilier
Au-dessus des fonts baptismaux, situés dans le bas-côté sud près de l'entrée ouest, est présenté un retable Renaissance de 1536, classé monument historique au titre d'objet. Ce retable en marbre, à trois panneaux sculptés de bas-reliefs, représente :
- au centre : la Crucifixion ;
- à gauche, de haut en bas : Jésus au jardin des oliviers, le baiser de Judas ;
- à droite : la Résurrection du Christ.

Retable de 1536 en marbre
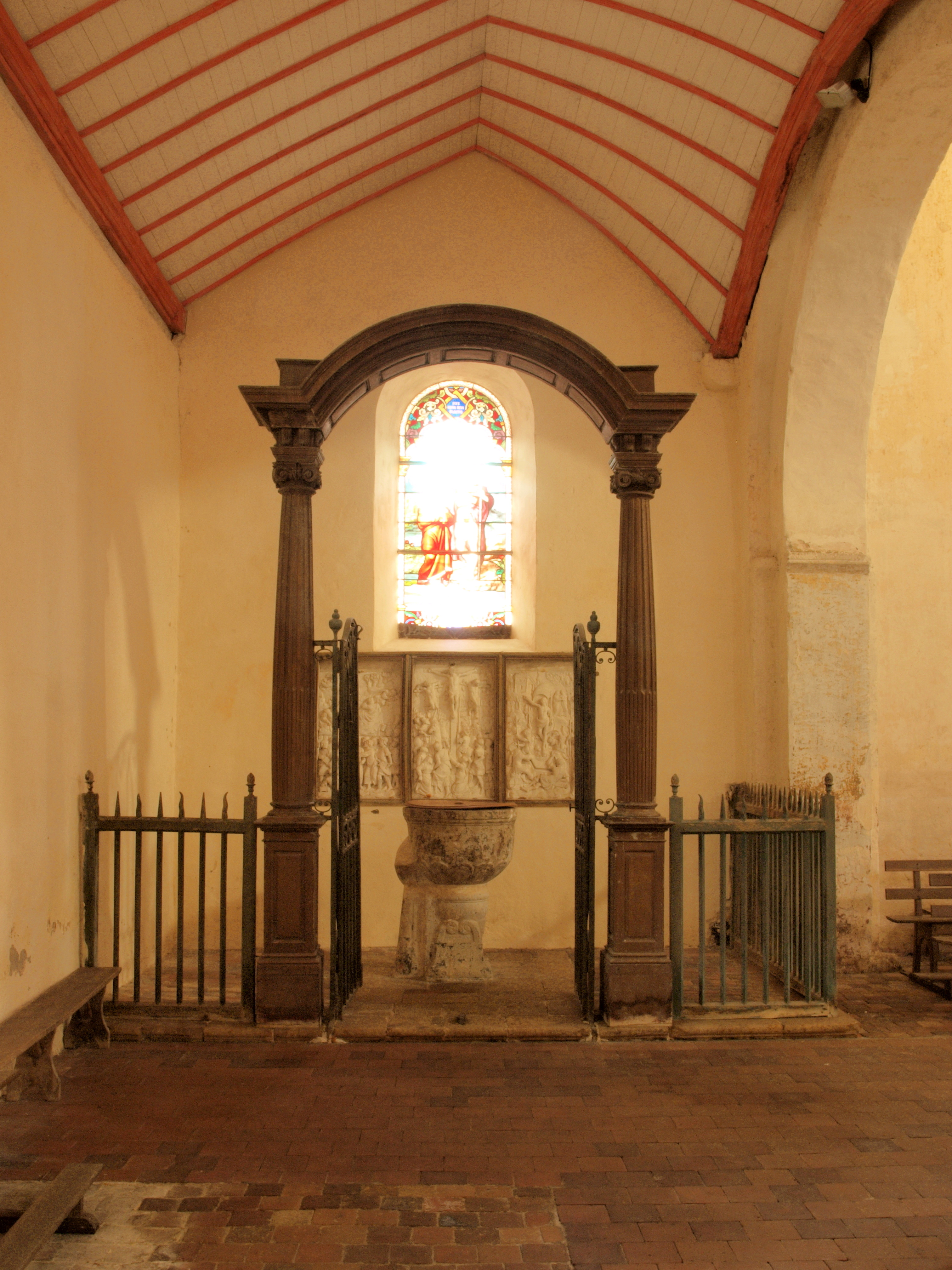
Retable et fonts baptismaux du bas-côté sud.
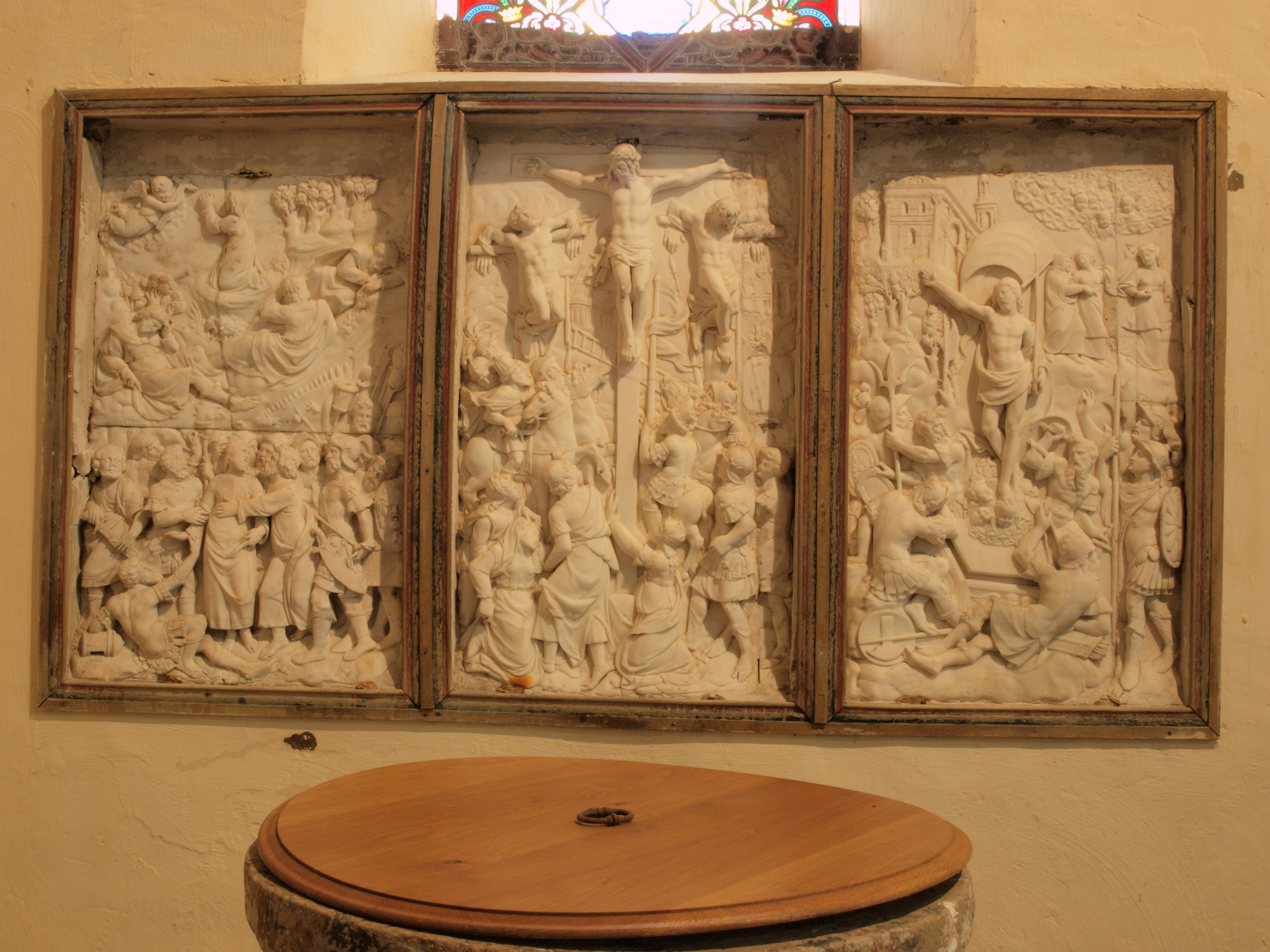
Vue d'ensemble.
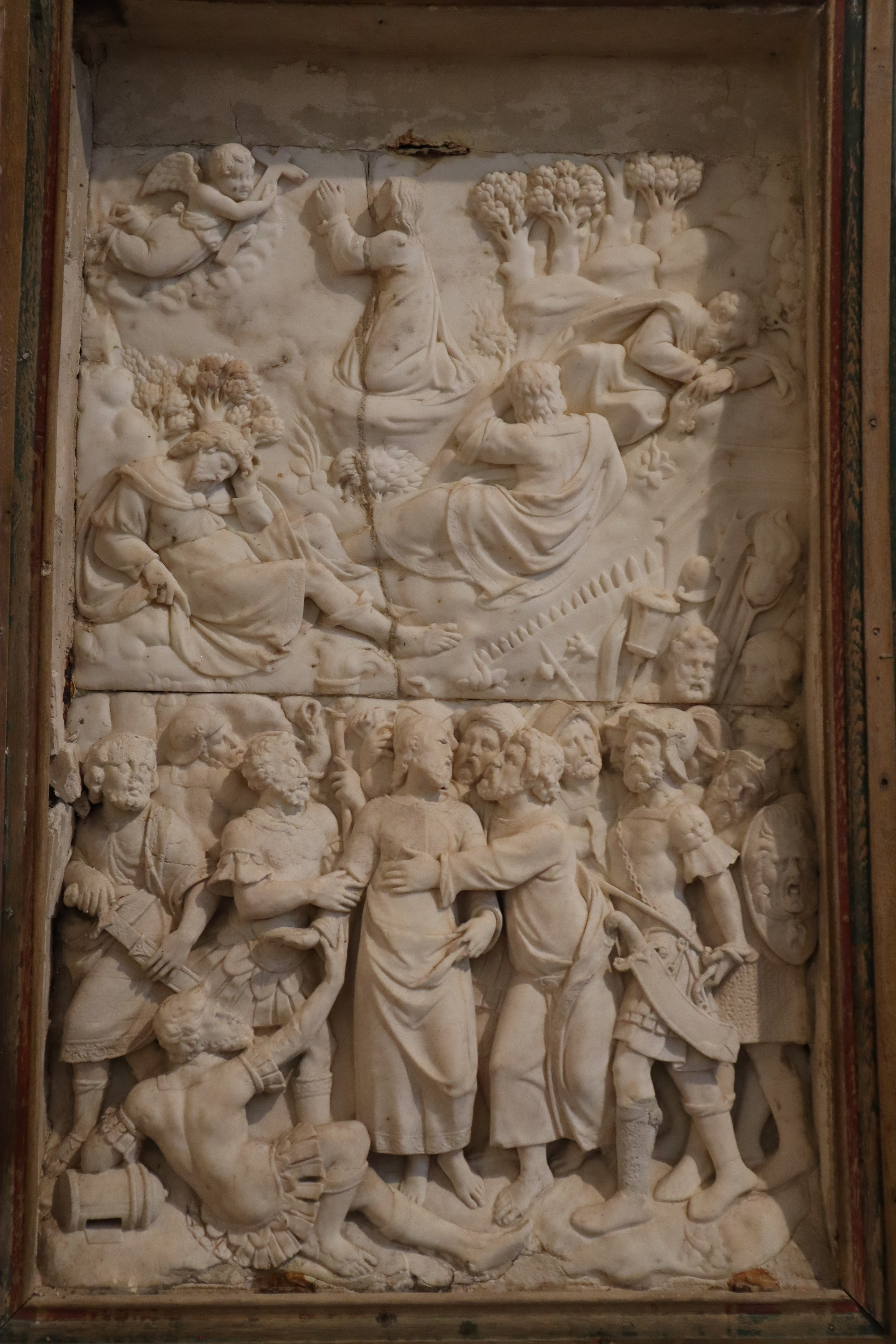
Jésus au Jardin des oliviers, baiser de Judas.
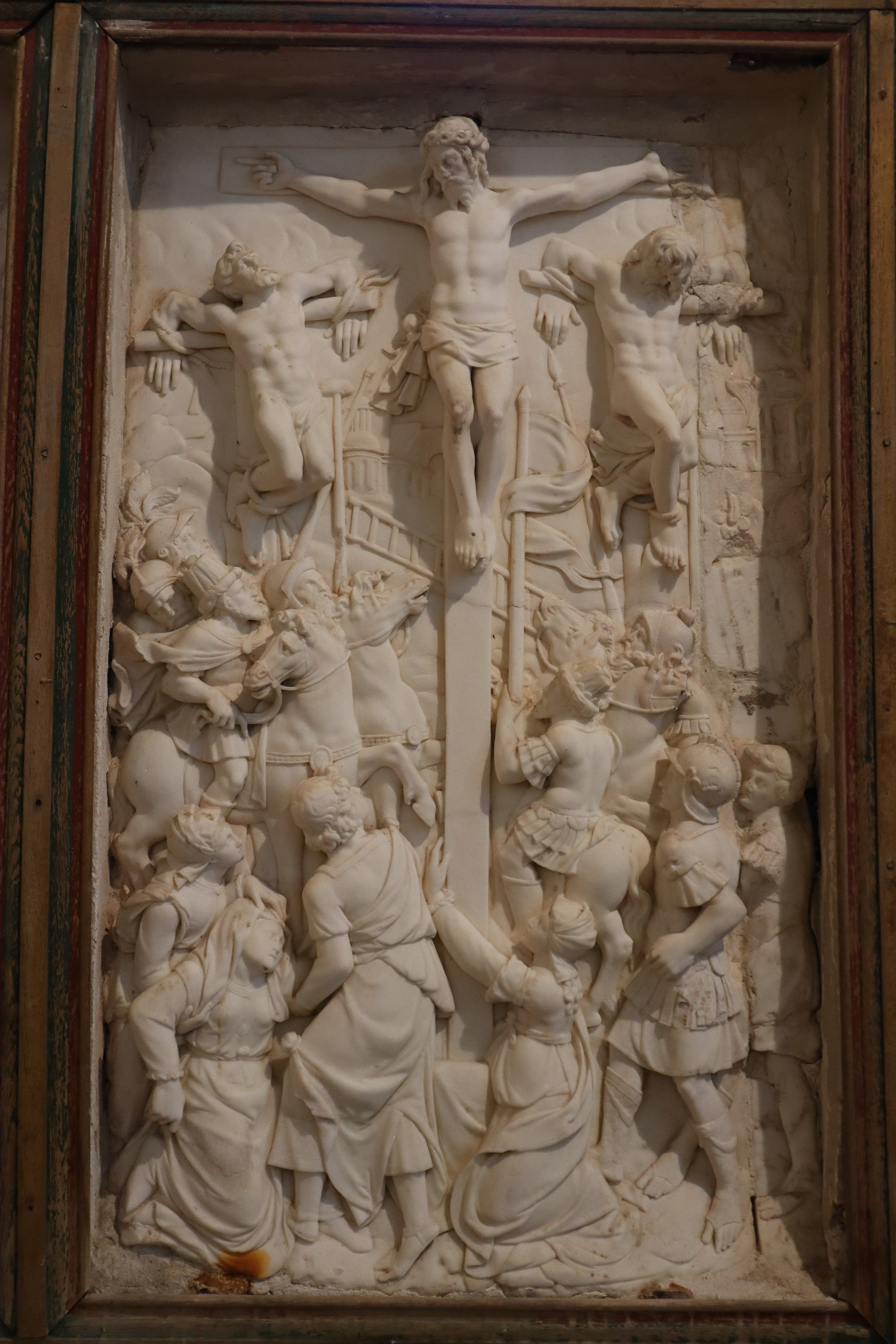
Crucifixion.
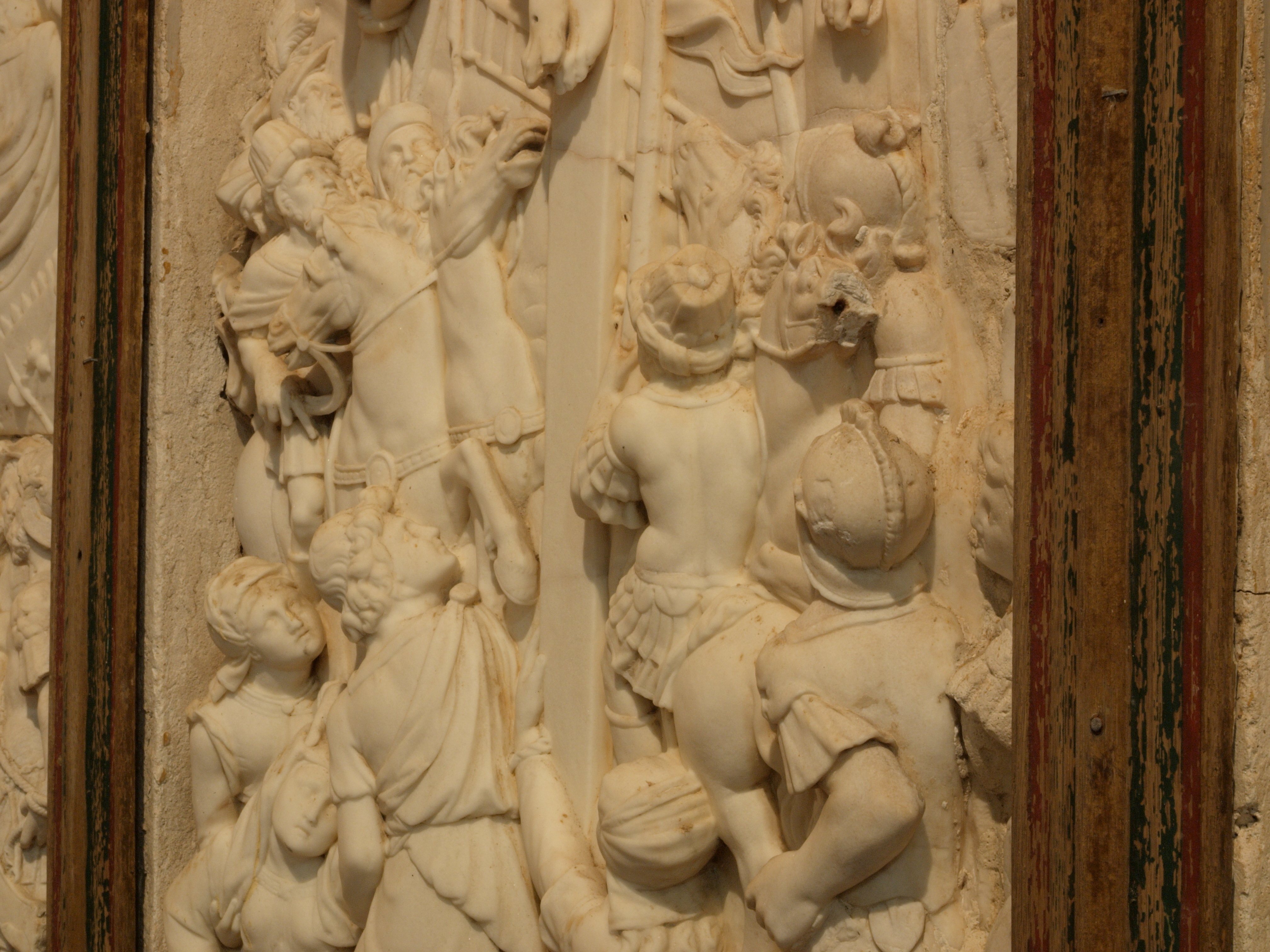
Crucifixion (détail).
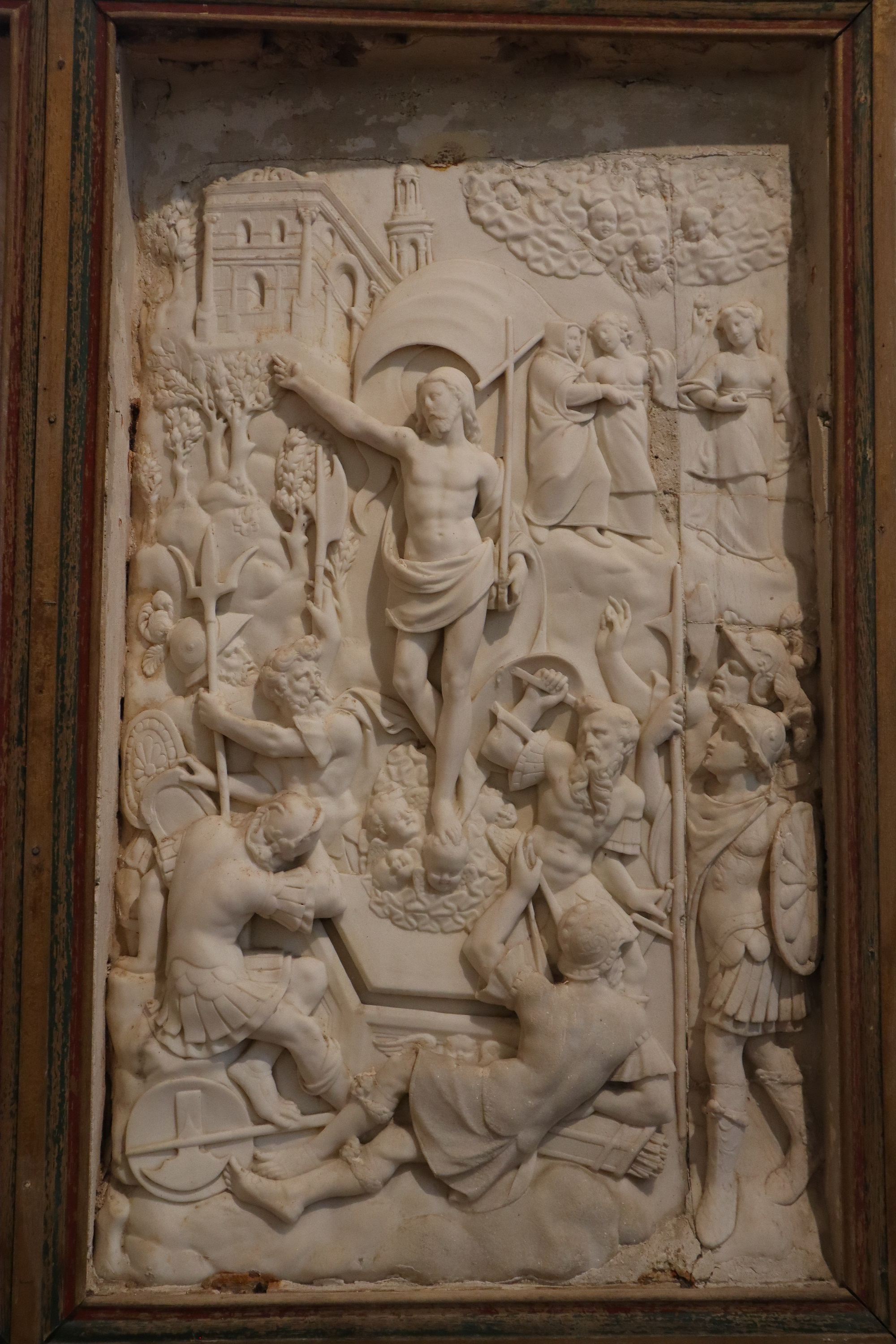
Résurrection.

### Vitraux
Les vitraux de style néo-gothique sont datés fin XIXe siècle ou début XXe siècle. Les ateliers Lorin de Chartres apparaissent dans les signatures de ces œuvres des années 1890 à 1920. Comme dans nombre d'églises de la région, plusieurs générations de maîtres-verriers se sont succédé : Marie Françoise Dian, veuve Nicolas Lorin, et leur fils Charles Lorin.

Vitraux de la claire-voie du chœur.
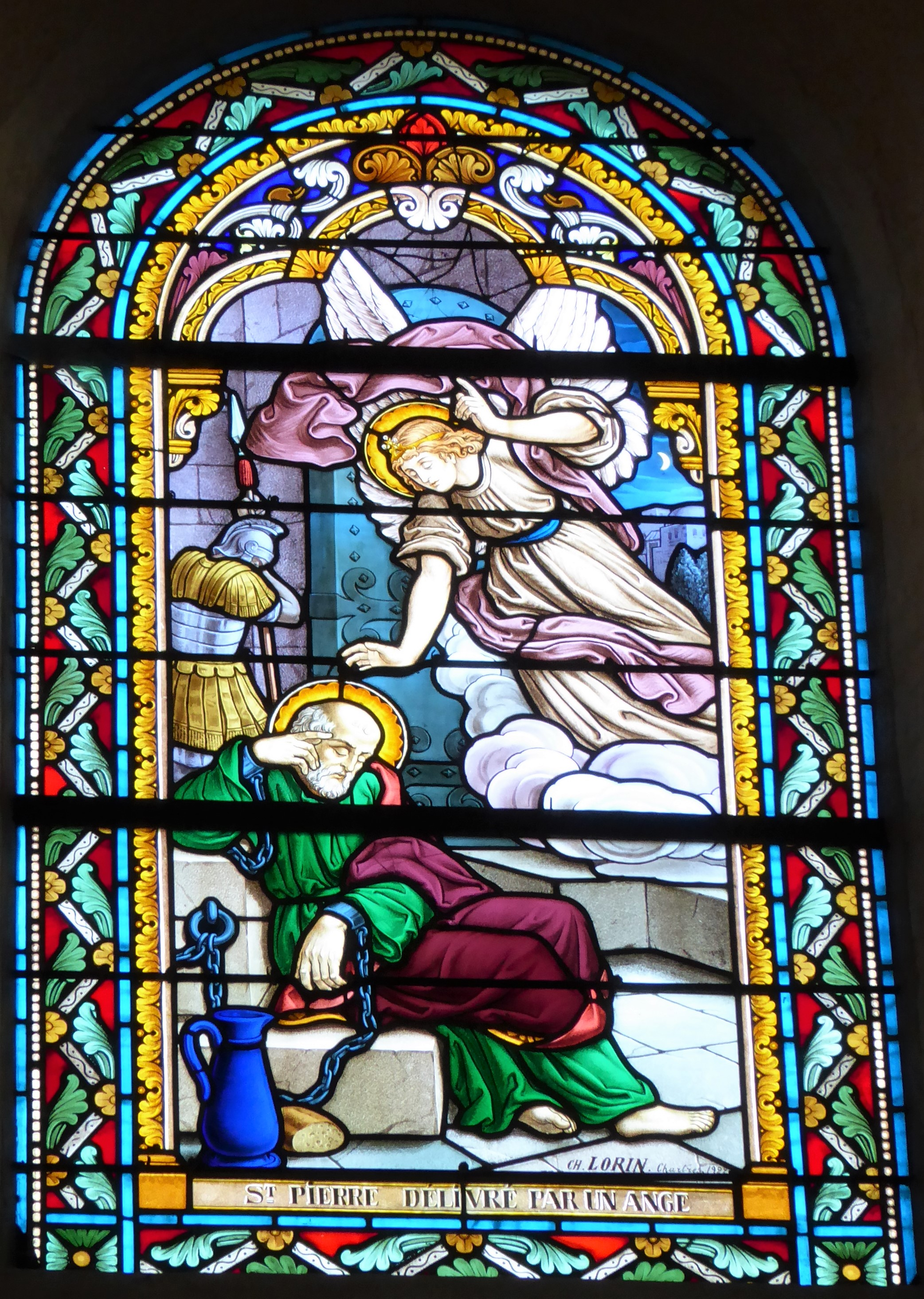
Baie 103 Saint-Pierre délivré par un ange, Charles Lorin, 192x.
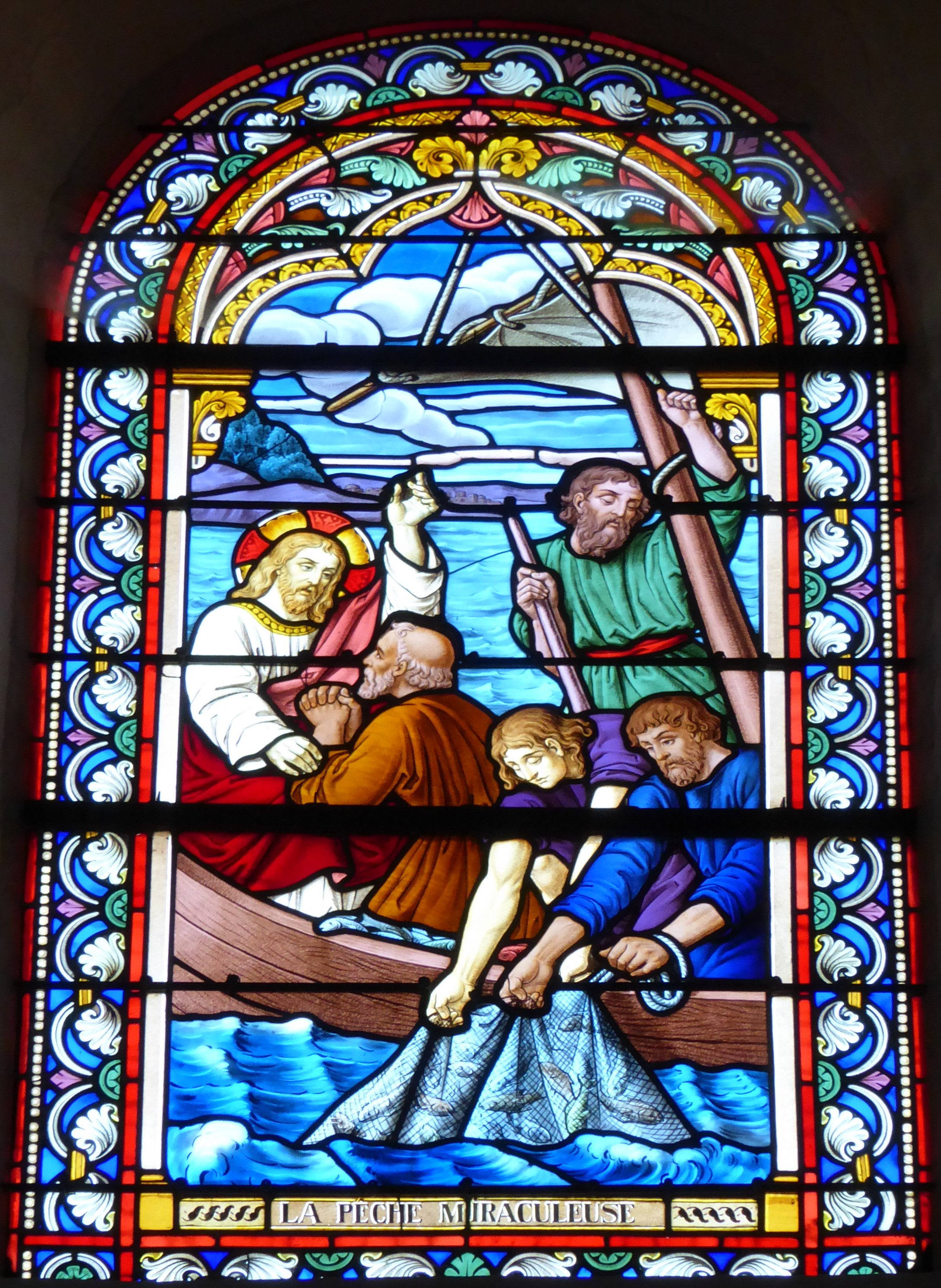
Baie 101 La pêche miraculeuse.
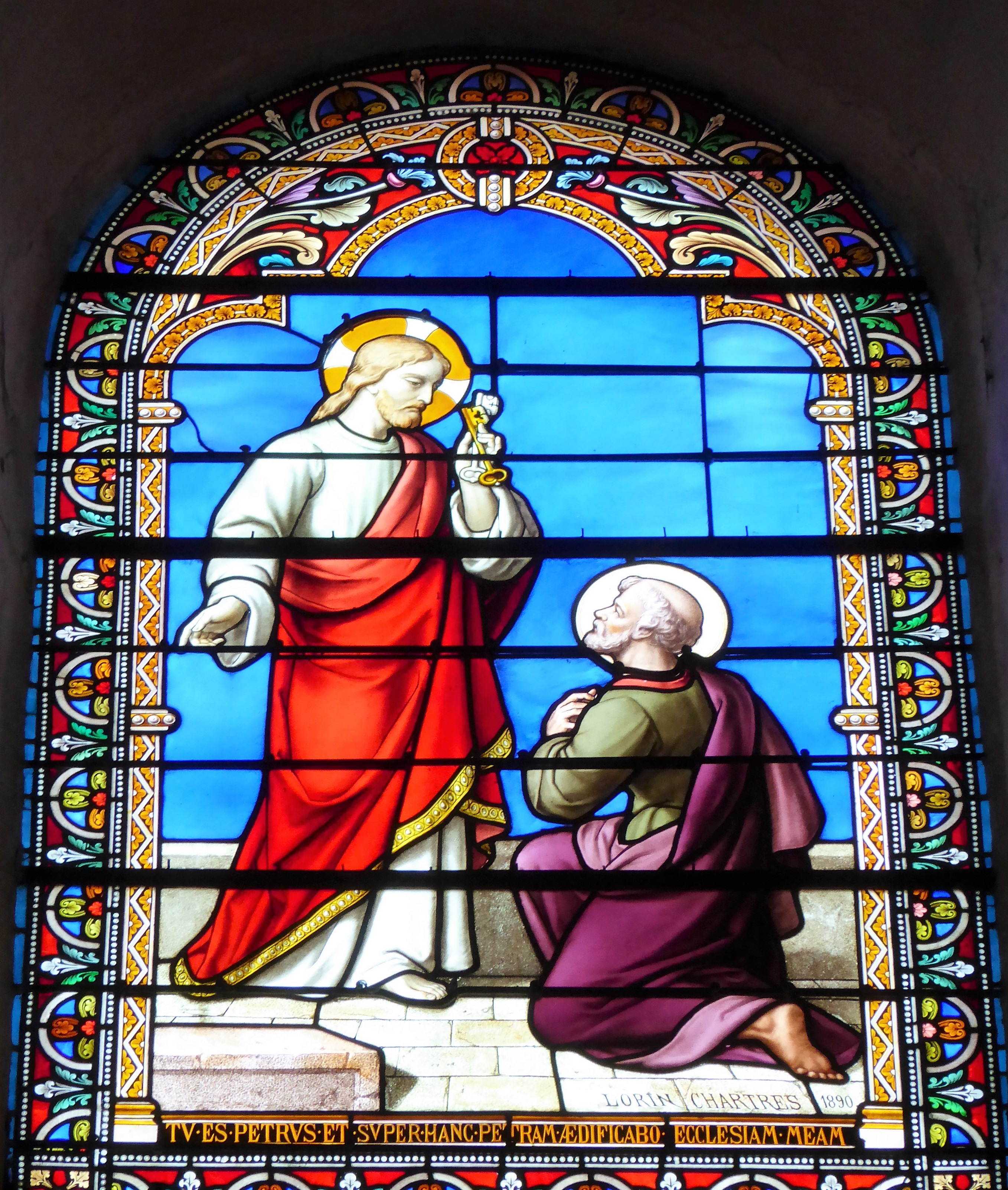
Baie 100 Tu es Pierre..., Lorin, 1890.
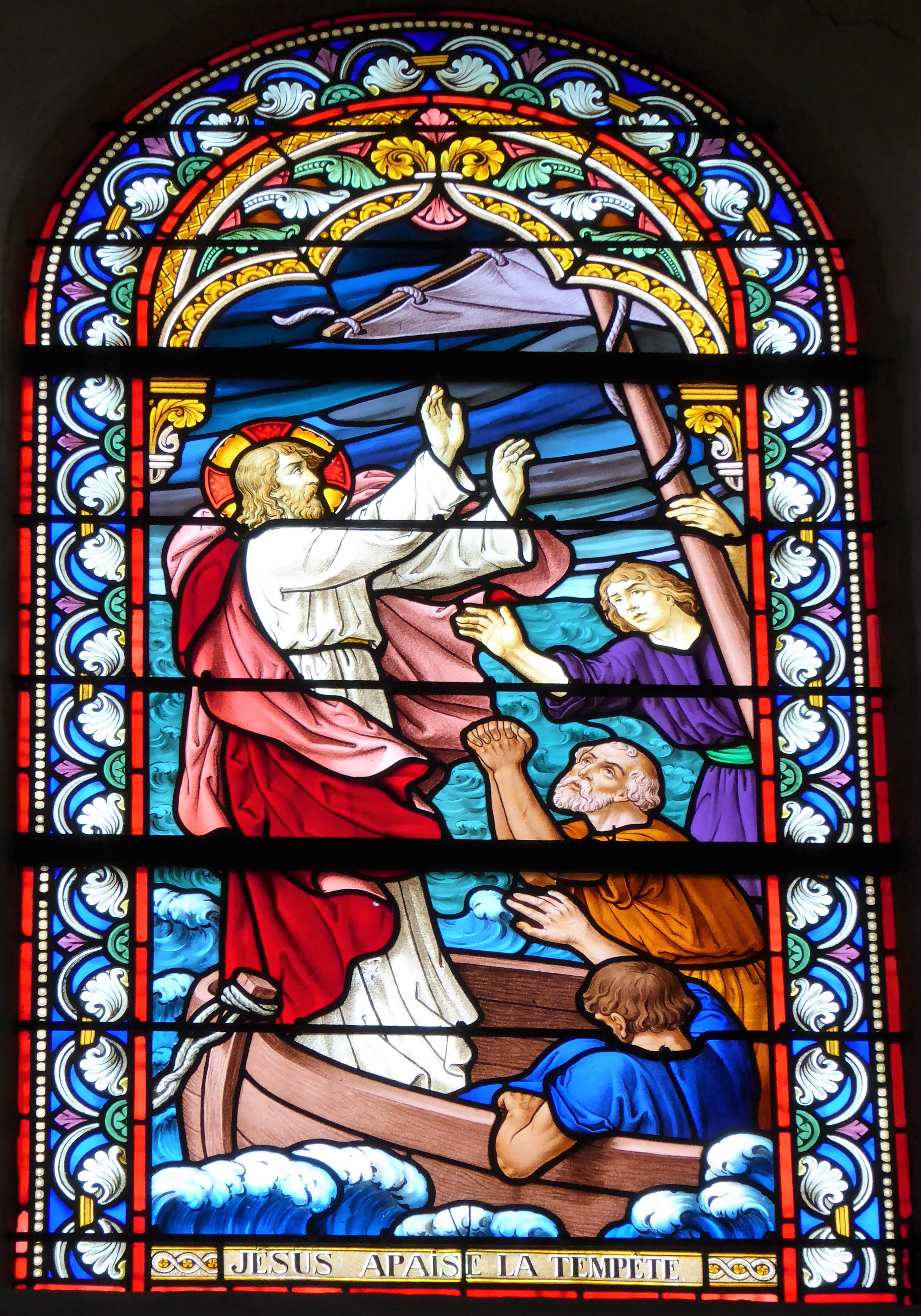
Baie 102 Jésus apaise la tempête.
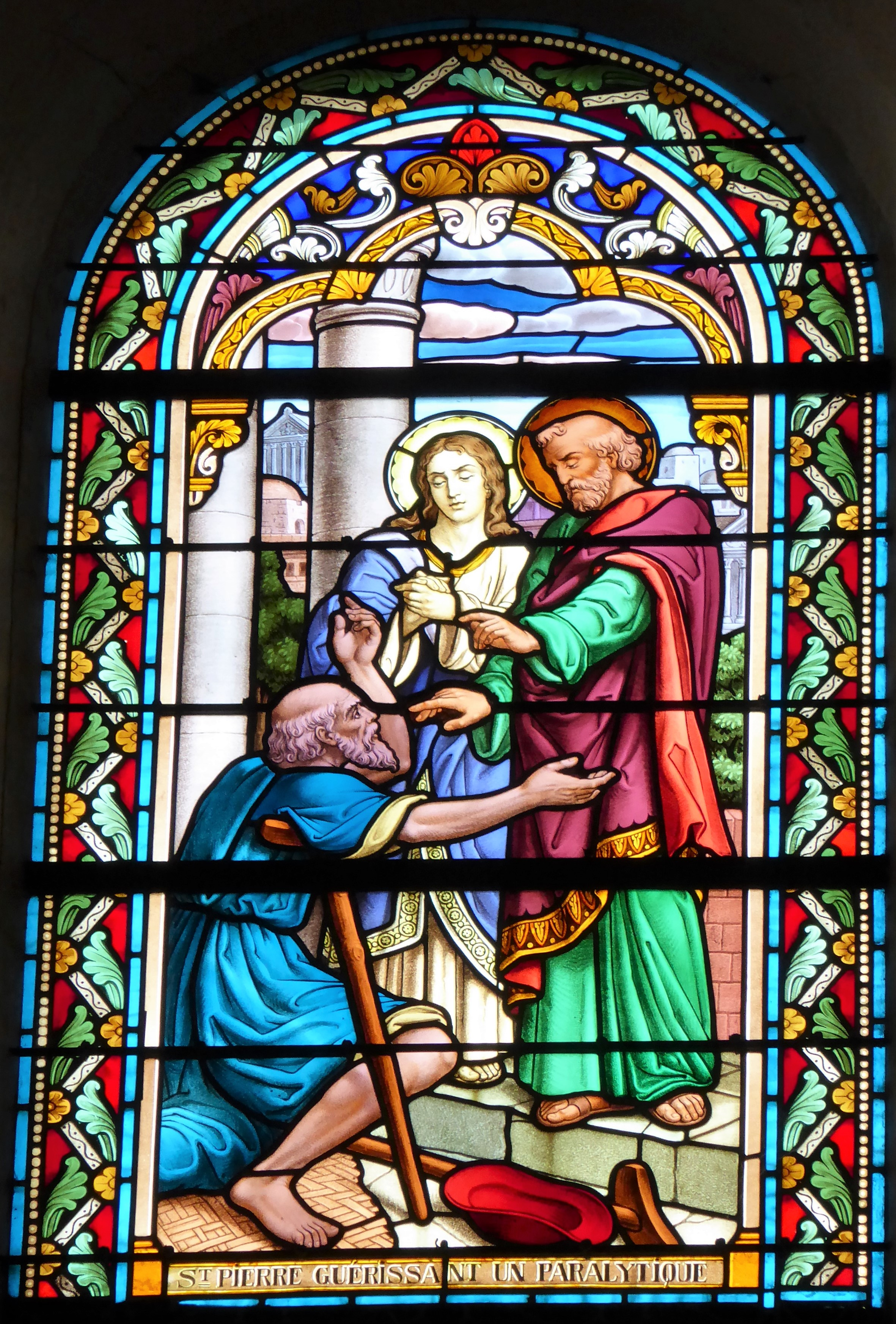
Baie 104 Saint Pierre guérissant un paralytique.

## Paroisse et doyenné
L'église Saint-Georges-et-Saint-Pierre de Dangeau fait partie de la paroisse Saint Romain aux Marches du Perche, rattachée au doyenné du Perche.